# Jean-Louis-Marie Villain d'Aubigny
Jean-Louis-Marie Villain d'Aubigny, également orthographié Villain-Daubigny, né en 1754 à Saint-Just-en-Chaussée (Picardie), mort le 1er septembre 1804 à Cayenne en Guyane, est un homme de loi et un révolutionnaire français.

## Biographie
Avocat, procureur au Parlement de Paris, il s'engage avec ferveur dès les débuts du mouvement révolutionnaire et adhère au club des Jacobins. Électeur de la section des Tuileries en 1790 et 1791, il fait partie de la commune insurrectionnelle le 10 août 1792. Puis, ami de Danton, il est chargé d'une mission à l'armée de La Fayette le 15 août puis siège au tribunal extraordinaire du 17 août.
Chargé d'inventorier les objets précieux du palais des Tuileries le 10 août, il est accusé par Roland d'avoir subtilisé 100 000 livres d'assignats dans les appartements royaux le 10 août et publie un Mémoire justificatif, pour se défendre. Ses amis montagnards interrompent les poursuites. Un non-lieu est rendu le 25 mai 1793.
Vers la fin de 1793, il devient le second adjoint de la 2e division du Ministère de la Guerre et entre au comité révolutionnaire de sa section. Accusé une seconde fois de vol par Bourdon de l'Oise en 1793, il est encore acquitté. Après la suppression des ministères, au printemps 1794, il est nommé à l'Agence des transports militaires.
Arrêté après le 9-Thermidor, il rédige un long mémoire dans lequel il tente de se justifier en reniant ses amitiés et ses opinions passées, et il témoigne au procès de Fouquier-Tinville. En 1795, Bourdon de l'Oise l'attaque à nouveau au sujet du vol des assignats, et il est traduit avec Bouchotte devant le tribunal d'Eure-et-Loir quand l'amnistie générale du 4 brumaire an IV lui rend la liberté.
Électeur de la division des Piques en l'an VI, il est commissaire auprès de l'administration des subsistances militaires en l'an VII.
Républicain « exclusif » après le coup d'État du 18 brumaire, il est compris dans la liste des 130 Jacobins condamnés à la déportation après l'attentat de la rue Saint-Nicaise le 3 nivôse an IX (24 décembre 1800). Incarcéré dans la citadelle de l'île d'Oléron pendant trois ans, il est embarqué à Rochefort à bord de la frégate La Cybèle, qui appareille pour la Guyane le 10 ventôse an XII (1er mars 1804). Malade, il débarque le 20 germinal (10 avril) à Cayenne, dont il ne supporte pas le climat, et meurt le 14 fructidor an XII.
Sa veuve, Françoise-Marie-Henriette, dite Fanny, Compan, se remarie le 29 avril 1805 avec Bouchotte.

## Œuvres
- Adresse à tous les membres des sociétés des amis de la Constitution affiliées à celle de Paris, Paris, imprimerie nationale, 1791
- Mémoire justificatif, par J.-L.-M.-V. d'Aubigni, citoyen de la section des Thuileries, Paris, imprimerie de C.-F. Patris, 1792, 40 p.
- Supplément à joindre au Mémoire justificatif et observations du citoyen V. Daubigny, Paris, imprimerie patriotique et républicaine, 1er juin 1793, 3 p.
- V. d'Aubigni, membre du comité révolutionnaire de la section des Tuileries, et adjoint au ministre de la guerre, À Philippeaux, député à la Convention nationale, Paris, imprimerie du Département de la guerre, an II, 76 p.
- Pétition à la Convention nationale pour la citoyenne Marie-Françoise-Élisabeth Gérardot, veuve Vacquerie, meunière à Beauvais, condamnée à mort, le 27 thermidor de l'année dernière, par le tribunal criminel du département de l'Oise, 9 floréal an III, 3 p.
- Principaux évènemens, pour et contre la Révolution dont les détails ont été ignorés jusqu'à présent et Prédiction de Danton au Tribunal revolutionnaire, accomplie, Paris, les Marchands de nouveautés, an III, II-129 p.
- Le Pot aux roses découvert et Réponse au manifeste du c. Bailleul, député, propriétaire et seigneur suzerain des châteaux, terres et seigneuries du ci-devant marquisat de Jonville et autres lieux. Par un anarchico-russe, qui n'est point des conseils, Paris, imprimerie de R. Vatar, an VII, 40 p.

## Sources partielles
- Jean-Chrétien Ferdinand Hoefer (dir.), Nouvelle biographie générale depuis les temps les plus reculés jusqu'à nos jours, Paris, Firmin Didot frères, tome 13 (Dans-Dewlet), 1855 p. 169
- Raymonde Monnier, « Daubigny ou Villain d'Aubigny Jean Louis Marie », dans Albert Soboul (dir.), Dictionnaire historique de la Révolution française, Paris, PUF, 1989 (rééd. Quadrige, 2005, pp. 323-324)
- Albert Soboul, Raymonde Monnier, Répertoire du personnel sectionnaire parisien en l'an II, Publications de la Sorbonne, 1985, 564 pages, p. 48-49  (ISBN 9782859440770)
- Gérard Walter, Répertoire de L'histoire de la Révolution Française, Bibliothèque nationale, 1941, p. 541